# Aerobryidium
Aerobryidium là một chi rêu trong họ Meteoriaceae.